# 貴月芳将匡
貴月芳 将匡（たかげっぽう まさただ、1990年4月19日 - ）は、埼玉県越谷市出身で貴乃花部屋に所属した元大相撲力士。本名は小笠原 将匡（おがさわら まさただ）。身長173cm、体重132kg、血液型はA型。最高位は西幕下14枚目（2013年1月場所）。同じ貴乃花部屋に所属していた貴斗志将吏は双子の弟。

## 経歴
小学5年生で双子の弟（将吏）とともに相撲を始める。その後、兄弟で茨城県の東洋大牛久高校に進学。2008年（平成20年）のインターハイで同校を団体の部初優勝に導く。
高校卒業に合わせて父親の勧めで貴乃花光司が師匠を務める貴乃花部屋に入門。新弟子検査では容姿や身長、体重、取り口も同じであることから親方衆の注目を集める（ただし弟に比べるとやや突き押し相撲を好む傾向がある）。2009年（平成21年）1月場所に貴月芳の四股名で貴斗志、貴ノ岩とともに初土俵を踏む。なお、同期生には他に宝富士、皇風、德勝龍、東龍らがいる（ただし4力士とも大学出身なので学年は違う）。前相撲では皇風と対戦し、勝利している。
新序出世を果たしてからは7場所連続で勝ち越し、2010年（平成22年）の5月場所では幕下まで番付を上げるが、この場所で自身初の負け越しを経験する（貴斗志も同場所で初の負け越し）。その後は幕下での負け越しと三段目での勝ち越しを繰り返しながら1年が経過。三段目、幕下には貴斗志に先んじて昇進するが、この1年間で三段目優勝を果たし、幕下に定着した貴斗志よりやや後れを取ることになる。2011年（平成23年）7月場所では常に先行していた貴ノ岩の怪我の影響もあり、初めて部屋頭となる。この場所は幕下の地位で初めて勝ち越し（貴斗志も同時に達成）、自己最高位の西幕下27枚目で迎えた9月場所も5勝2敗の星をあげる。
2014年3月場所に幕下下位で1勝6敗して三段目陥落が決定的となり、同部屋の貴源治のツイッターによると、同場所後に引退。4月12日に断髪した。翌5月場所の番付には名前が残っており、公式記録上は同場所の全休が最終場所となる。
2018年6月に元貴斗志と内装解体工事を行う株式会社小笠原組を設立し、代表取締役を務めている。2019年11月26日に、元貴斗志とともにアマチュア相撲への復帰が承認された。

## 主な成績
- 通算成績：108勝99敗10休（32場所）

### 各段優勝
- 三段目優勝：1回（2012年11月場所）

### 場所別成績
| | 一月場所 初場所（東京） | 三月場所 春場所（大阪） | 五月場所 夏場所（東京）   | 七月場所 名古屋場所（愛知） | 九月場所 秋場所（東京） | 十一月場所 九州場所（福岡） |
| --- | ----------------------- | ----------------------- | ------------------------- | --------------------------- | ----------------------- | --------------------------- |
| 2009年 （平成21年） | （前相撲）              | 東序ノ口24枚目 4–3      | 東序二段103枚目 5–2       | 西序二段50枚目 6–1          | 西三段目84枚目 5–2      | 西三段目48枚目 4–3          |
| 2010年 （平成22年） | 西三段目34枚目 4–3      | 西三段目20枚目 5–2      | 東幕下59枚目 2–5          | 東三段目23枚目 5–2          | 東幕下58枚目 3–4        | 西三段目11枚目 6–1          |
| 2011年 （平成23年） | 東幕下35枚目 1–6        | 八百長問題 により中止   | 東三段目筆頭 4–3          | 東幕下40枚目 5–2            | 西幕下27枚目 5–2        | 西幕下17枚目 2–4–1          |
| 2012年 （平成24年） | 東幕下26枚目 2–5        | 東幕下40枚目 2–5        | 西三段目2枚目 5–2         | 西幕下39枚目 2–5            | 東三段目3枚目 3–4       | 東三段目17枚目 優勝 7–0     |
| 2013年 （平成25年） | 西幕下14枚目 2–5        | 西幕下26枚目 4–3        | 東幕下21枚目 2–5          | 西幕下38枚目 4–3            | 東幕下31枚目 3–2–2      | 西幕下37枚目 4–3            |
| 2014年 （平成26年） | 東幕下29枚目 1–6        | 東幕下56枚目 1–6        | 東三段目33枚目 引退 0–0–7 | x                           | x                       | x                           |
| 各欄の数字は、「勝ち-負け-休場」を示す。 優勝 引退 休場 十両 幕下 三賞：敢=敢闘賞、殊=殊勲賞、技=技能賞 その他：★=金星 番付階級：幕内 - 十両 - 幕下 - 三段目 - 序二段 - 序ノ口 幕内序列：横綱 - 大関 - 関脇 - 小結 - 前頭（「#数字」は各位内の序列） |                         |                         |                           |                             |                         |                             |